# Mirischia
A Mirischia (latin „mir” = csodálatos, görög „ischia” = csípő) a compsognathidák családjába tartozó ragadozó dinoszaurusz volt. A kb. 2 méter hosszú állat a mai Brazília területén élt a kora kréta albai korszakában. A Santana formációból csigolyák, bordák, a medence és a hátsó végtagok maradványai kerültek elő, ezek alapján a Mirischia leginkább az európai compsognathidákra, például a Compsognathusra vagy az Aristosuchusra hasonlít.
A Mirischia asymmetrica a jobb és bal oldali ülőcsontok eltérő felépítéséről kapta a nevét. A csontmaradványokon kívül lágy szövetek (belek és egy légzsáknak tűnő képződmény) lenyomatai is fennmaradtak. Már korábban is feltételezték, hogy a ragadozó dinoszauruszok a madarakéhoz hasonló légzsákokkal rendelkezhettek, a Mirischia kövületei úgy tűnik, hogy alátámasztják ezt az elképzelést.